# Goos (Frankrijk)
Goos is een gemeente in het Franse departement Landes (regio Nouvelle-Aquitaine) en telt 423 inwoners (1999). De plaats maakt deel uit van het arrondissement Dax.

## Geografie
De oppervlakte van Goos bedraagt 10,4 km², de bevolkingsdichtheid is 40,7 inwoners per km².
De onderstaande kaart toont de ligging van Goos (Frankrijk) met de belangrijkste infrastructuur en aangrenzende gemeenten.

## Demografie
Onderstaande figuur toont het verloop van het inwonertal (bron: INSEE-tellingen).